# Underseen (фільм)
«Underseen» — це 25-хвилинний документальний імпакт-фільм британського режисера Рафаеля Кортеса.
Офіційна прем'єра відбулась 30 липня 2025 року в Києві в кінотеатрі Жовтень.

## Про фільм
Стрічка досліджує, як люди із втратою зору проживають повномасштабну війну, і яку роль відіграє соціальне підприємництво у їхній реабілітації, працевлаштуванні та інтеграції.
У центрі сюжету — незрячі екскурсоводи львівського Музею в темряві «03:00», керівниця музею Аліна Марненко та ветеран Віталій Верес, який втратив зір на фронті. У стрічці Аліна розповідає, як виникла ідея створити місце, де люди можуть відчути повсякденне життя без зору, чому такий досвід важливий, а також про виклики, з якими зіткнувся її бізнес і вона сама під час війни.
Фільм створено з урахуванням принципів доступності — незрячі гіди самі тестували чорнову версію і стали співавторами її інклюзивної адаптації. Назва Underseen («недооцінений» у перекладі) — також з'явилася з їхньої ініціативи.
Завдяки партнерству SILab Ukraine, USVF, Фундації «03:00» та підтримці Європейського Союзу, фільм отримав аудіо опис, який створений ініціативою «Доступне кіно» і доступний у застосунку Greta.
Фільм буде доступний онлайн з 2026 року.

## Покази
Офіційна прем'єра відбулась 30 липня 2025 року в Києві в кінотеатрі Жовтень.

### Закриті передпокази
- 2024 рік — Венеція (Венеційський кінофестиваль)[9], Кишинів[10], Більбао (Impact Week у Більбао для спільноти, що змінює політики, підходи та світогляди), Київ (Kyiv Impact Entrepreneurs Meetup)[11].

- 2025 рік — Тбілісі (Грузія)[12], Єреван (Вірменія), Кишинів (Молдова), Брюссель (Бельгія).